# Паркер, Энджел
Э́нджел Па́ркер (англ. Angel Parker; 17 октября 1980, Лос-Анджелес, Калифорния, США) — американская актриса.

## Биография
Энджел Паркер родилась 17 октября 1980 года в Лос-Анджелесе (штат Калифорния, США), 1992 году она переехала в Сан-Клементе, но в настоящее время опять проживает в Лос-Анджелесе.
Энджел дебютировала в кино в 2000 году, сыграв роль Вероники в телесериале «Энджел». В 2008—2009 года Паркер играла роль Гиббс в телесериале «Скорая помощь». Всего она сыграла в 19-ти фильмах и телесериалах.
С 10 августа 2002 года Энджел замужем за актёром Эриком Неннингером (род.1978). У супругов есть двое детей — сын Джеймс Неннингер и дочь Наоми Неннингер.
Также, сыграла Ташу Девенпорт в сериале «Подопытные».

## Избранная фильмография
| Год  |   | Русское название | Оригинальное название | Роль  |
| ---- | - | ---------------- | --------------------- | ----- |
| 2010 | с | Ханна Монтана    | Hannah Montana        | Шэрон |